# إدغار هويرتا
إدغار هويرتا (بالإسبانية: Edgar Huerta) هو لاعب كرة قدم مكسيكي في مركز الوسط، ولد في 19 أكتوبر 1997 في ماتاموروس في المكسيك. لعب مع نادي موريليا الرياضي.

## وصلات خارجية
- إدغار هويرتا على موقع قاعدة بيانات كرة القدم.إي يو (الإنجليزية)
- إدغار هويرتا على موقع Soccerway.com (الإنجليزية)